# Antipas
Antipas är ett mansnamn. Namnet Antipas är en härledning från latin: Antipater, vilket bokstavligen betyder "lik sin fader". Antipas fanns i den svenska almanackan den 11 april fram till 1901 till minne av martyren Antipas av Pergamon.

## Personer

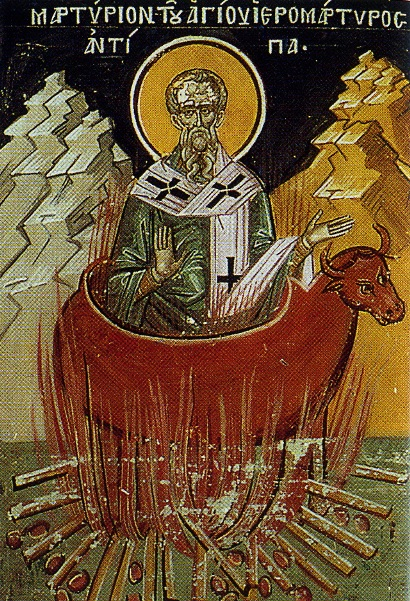
Antipas av Pergamon

- Herodes Antipas (född före 20 f.Kr, död efter 39 e.Kr) – son till Herodes den store.
- Antipas av Pergamon (död 92), martyr

## Pseudonymer
- Antipas, signatur för publicisten Victor Himmelstrand (1834–1922)